# Z 9061-9062 / Z 8001-8002
Les Z 8000 sont d'anciennes automotrices électriques régionales prototypes de la SNCF.

## Description
- La SNCF avait commandé 35 automotrices du type Z 7100. Seules 33 seront réalisées, les deux dernières étant les Z 9060 et Z 9061 (renumérotées en 1964 Z 8001 et Z 8002) prototypes à courant monophasé 25 kV - 50 Hz.

## Informations particulières
- Le 15/05/1964, les Z 9060 et Z 9061 ont été renumérotées Z 8001 et Z 8002[1].
- Ces deux véhicules, après avoir été radiées en 1980[3], ont été « cannibalisées » aux ateliers d'Oullins où elles ont servi de récupérations de pièces détachées pour les réparations et la maintenance des Z 7100 encore en service.

## Lignes desservies
- Strasbourg - Nancy
- Aix-les-Bains - Annecy - La Roche-sur-Foron - Annemasse
- Aix-les-Bains - Annecy - La Roche-sur-Foron - Saint-Gervais les Bains
- Annemasse - Évian (dès l'électrification de la ligne le 1er octobre 1972)

## Dépôts titulaires
- Strasbourg (Z 8001 et Z 8002 (ex-9060 et ex-9061 renumérotées  le 15/05/1964, de 1962 à 1968, puis transfert à Annemasse en automne 1968)
- Annemasse (Z 8001 et Z 8002, de 1968 à juin 1976, puis transfert à Chambéry le 1er juin 1976)
- Chambéry (Z 8001 et Z 8002, de juin 1976 à 1980, puis radiation)

## Modélisme
Ces deux automotrices sont reproduites à l'échelle HO par la firme artisanale "BOUTTUEN Collection" (modèles en laiton).